# إنكلش فنكلش
إنكلش فنكلش هو فيلم من نوع كوميديا دراما أُصدر في 2012. الفيلم من توزيع إروس إنترناشيونال، وهو من إخراج وسيناريو Gauri Shinde ‏.

## القصة
تقع أحداث الفيلم في نيويورك.

## طاقم التمثيل
- سريديفي as Shashi Godbole
- عادل حسين as Satish Godbole, Shashi's husband
- مهدي نيببوي as Laurent, Shashi's classmate
- Navika Kotia as Sapna, Shashi's daughter
- Shivansh Kotia as Sagar, Shashi's son
- بريا أناند as Radha, Shashi's niece
- 24  [لغات أخرى]‏ as Manu, Shashi's sister
- Cory Hibbs as David Fischer
- Ruth Aguilar as Eva
- Sumeet Vyas as Salman Khan
- Rajeev Ravindranathan as Ramamurthy
- Damian Thompson as Udumbke
- Maria Romano as Yu Son
- Neelu Sodhi as Meera
- Ross Nathan as Kevin
- Maria Pendolino as Jennifer
- سولبها ديشباندي as Mrs. Godbole, Shashi's mother-in-law
- Ashvin Mathew as Father Vincent, Sapna’s teacher at school

Cameo appearances
- أميتاب باتشان (Hindi version) and أجيث كومار (Tamil version) as a passenger on flight

## الإنتاج
موسيقى الفيلم التصويرية كانت من تأليف Amit Trivedi ‏.

## وصلات خارجية
- إنكلش فنكلش على موقع IMDb (الإنجليزية)
- إنكلش فنكلش على موقع روتن توميتوز (الإنجليزية)
- إنكلش فنكلش على موقع ألو سيني (الفرنسية)
- إنكلش فنكلش على موقع أول موفي (الإنجليزية)
- إنكلش فنكلش على موقع بوكس أوفيس موجو (الإنجليزية)
- إنكلش فنكلش على موقع فيلمافينيتي (الإسبانية)
- إنكلش فنكلش على موقع قاعدة بيانات الفيلم (الإنجليزية)
- إنكلش فنكلش على موقع ليتربوكسد (الإنجليزية)
- إنكلش فنكلش على موقع كينوبويسك (الروسية)